# Osmunda caroliniana
Osmunda caroliniana là một loài dương xỉ trong họ Osmundaceae. Loài này được Walter mô tả khoa học đầu tiên năm 1788.
Danh pháp khoa học của loài này chưa được làm sáng tỏ. 